# Domène
Domène je francouzská obec v departementu Isère v regionu Auvergne-Rhône-Alpes. V roce 2011 zde žilo 6 607 obyvatel. Je centrem kantonu Domène.

## Vývoj počtu obyvatel
Počet obyvatel 